# Phasca connexa
Phasca connexa är en tvåvingeart som beskrevs av Hardy 1986. Phasca connexa ingår i släktet Phasca och familjen borrflugor. Inga underarter finns listade i Catalogue of Life.